# Araukarija
Araukarija (lat. Araucaria), rod zimzelenog drveća iz porodice araukarijevki (Araucariaceae). I rod i porodica je ime dobila dobili su ime po Indijancima Araukancima koji su u prehrani koristili sjemenke vrste Araucaria imbricata (Araucaria araucana).
Araukarija je raširena po Argentini i Čileu, ali neke vrste rastu i na jugu Brazila i Paragvaju, te na Novoj Gvineji, Australiji, otoku Norfolk i Novoj Kaledoniji; ukupno je 20 priznatih vrsta
Drugi poznati rod je kaurijska jela ili agatis (Agathis) sa 17 vrsta i treći je  Wollemia s vrstrom  Wollemia nobilis.

## Vrste
1. Araucaria angustifolia (Bertol.) Kuntze
2. Araucaria araucana (Molina) K.Koch
3. Araucaria bernieri J.Buchholz
4. Araucaria bidwillii Hook.
5. Araucaria biramulata J.Buchholz
6. Araucaria columnaris (G.Forst.) Hook.
7. Araucaria cunninghamii Mudie
8. Araucaria goroensis R.R.Mill & Ruhsam
9. Araucaria heterophylla (Salisb.) Franco
10. Araucaria humboldtensis J.Buchholz
11. Araucaria hunsteinii K.Schum.
12. Araucaria laubenfelsii Corbasson
13. Araucaria luxurians (Brongn. & Gris) de Laub.
14. Araucaria montana Brongn. & Gris
15. Araucaria muelleri (Carrière) Brongn. & Gris
16. Araucaria nemorosa de Laub.
17. Araucaria rulei F.Muell.
18. Araucaria schmidii de Laub.
19. Araucaria scopulorum de Laub.
20. Araucaria subulata Vieill.

## Vanjske poveznice
|  | Zajednički poslužitelj ima još gradiva o temi Araucaria |
|  | Wikivrste imaju podatke o taksonu Araucaria             |